# Echipa națională de fotbal a Senegalului
Echipa națională de fotbal a Senegalului, poreclită Lions of Teranga, este echipa națională a Senegalului și este condusă de Federația Senegaleză de Fotbal. Prima apariție la Campionatul Mondial de Fotbal a avut loc în 2002, făcându-și debutul senzațional învingând Franța, campioana mondială și europeană de atunci cu 1-0 în meciul de deschidere. Senegalul este o echipă care nu a suferit niciodată o înfrângere severă, cel mai mare scor la care a pierdut fiind 4-0 în mai multe meciuri.

## Cupa Africii pe Națiuni
| Cupa Africii pe Națiuni record | Cupa Africii pe Națiuni record | Cupa Africii pe Națiuni record | Cupa Africii pe Națiuni record | Cupa Africii pe Națiuni record | Cupa Africii pe Națiuni record | Cupa Africii pe Națiuni record | Cupa Africii pe Națiuni record | Cupa Africii pe Națiuni record |                   |
| Ediția                         | Runda                          | Poziția                        | MJ                             | V                              | R*                             | Î                              | GM                             | GP                             |                   |
| ------------------------------ | ------------------------------ | ------------------------------ | ------------------------------ | ------------------------------ | ------------------------------ | ------------------------------ | ------------------------------ | ------------------------------ | ----------------- |
| 1957                           | Parte din Franța               | Parte din Franța               | Parte din Franța               | Parte din Franța               | Parte din Franța               | Parte din Franța               | Parte din Franța               | Parte din Franța               | Parte din Franța  |
| 1959                           | Parte din Franța               | Parte din Franța               | Parte din Franța               | Parte din Franța               | Parte din Franța               | Parte din Franța               | Parte din Franța               | Parte din Franța               | Parte din Franța  |
| 1962                           | Neafiliată la CAF              | Neafiliată la CAF              | Neafiliată la CAF              | Neafiliată la CAF              | Neafiliată la CAF              | Neafiliată la CAF              | Neafiliată la CAF              | Neafiliată la CAF              | Neafiliată la CAF |
| 1963                           | Neafiliată la CAF              | Neafiliată la CAF              | Neafiliată la CAF              | Neafiliată la CAF              | Neafiliată la CAF              | Neafiliată la CAF              | Neafiliată la CAF              | Neafiliată la CAF              | Neafiliată la CAF |
| 1965                           | Locul 4                        | 4th                            | 3                              | 1                              | 1                              | 1                              | 5                              | 2                              |                   |
| 1968                           | Faza grupelor                  | 5th                            | 3                              | 1                              | 1                              | 1                              | 5                              | 5                              |                   |
| 1970                           | Nu s-a calificat               | Nu s-a calificat               | Nu s-a calificat               | Nu s-a calificat               | Nu s-a calificat               | Nu s-a calificat               | Nu s-a calificat               | Nu s-a calificat               | Nu s-a calificat  |
| 1972                           | Nu s-a calificat               | Nu s-a calificat               | Nu s-a calificat               | Nu s-a calificat               | Nu s-a calificat               | Nu s-a calificat               | Nu s-a calificat               | Nu s-a calificat               | Nu s-a calificat  |
| 1974                           | Nu s-a calificat               | Nu s-a calificat               | Nu s-a calificat               | Nu s-a calificat               | Nu s-a calificat               | Nu s-a calificat               | Nu s-a calificat               | Nu s-a calificat               | Nu s-a calificat  |
| 1976                           | Nu s-a calificat               | Nu s-a calificat               | Nu s-a calificat               | Nu s-a calificat               | Nu s-a calificat               | Nu s-a calificat               | Nu s-a calificat               | Nu s-a calificat               | Nu s-a calificat  |
| 1978                           | Nu s-a calificat               | Nu s-a calificat               | Nu s-a calificat               | Nu s-a calificat               | Nu s-a calificat               | Nu s-a calificat               | Nu s-a calificat               | Nu s-a calificat               | Nu s-a calificat  |
| 1980                           | Nu a intrat                    | Nu a intrat                    | Nu a intrat                    | Nu a intrat                    | Nu a intrat                    | Nu a intrat                    | Nu a intrat                    | Nu a intrat                    | Nu a intrat       |
| 1982                           | Nu s-a calificat               | Nu s-a calificat               | Nu s-a calificat               | Nu s-a calificat               | Nu s-a calificat               | Nu s-a calificat               | Nu s-a calificat               | Nu s-a calificat               | Nu s-a calificat  |
| 1984                           | Nu s-a calificat               | Nu s-a calificat               | Nu s-a calificat               | Nu s-a calificat               | Nu s-a calificat               | Nu s-a calificat               | Nu s-a calificat               | Nu s-a calificat               | Nu s-a calificat  |
| 1986                           | Faza grupelor                  | 5th                            | 3                              | 2                              | 0                              | 1                              | 3                              | 1                              |                   |
| 1988                           | Nu s-a calificat               | Nu s-a calificat               | Nu s-a calificat               | Nu s-a calificat               | Nu s-a calificat               | Nu s-a calificat               | Nu s-a calificat               | Nu s-a calificat               | Nu s-a calificat  |
| 1990                           | Locul 4                        | 4th                            | 5                              | 1                              | 2                              | 2                              | 3                              |                                |                   |
| 1992                           | Sferturi                       | 5th                            | 3                              | 1                              | 0                              | 2                              | 4                              | 3                              |                   |
| 1994                           | Sferturi                       | 8th                            | 3                              | 1                              | 0                              | 2                              | 2                              | 3                              |                   |
| 1996                           | Nu s-a calificat               | Nu s-a calificat               | Nu s-a calificat               | Nu s-a calificat               | Nu s-a calificat               | Nu s-a calificat               | Nu s-a calificat               | Nu s-a calificat               | Nu s-a calificat  |
| 1998                           | Nu s-a calificat               | Nu s-a calificat               | Nu s-a calificat               | Nu s-a calificat               | Nu s-a calificat               | Nu s-a calificat               | Nu s-a calificat               | Nu s-a calificat               | Nu s-a calificat  |
| 2000                           | Sferturi                       | 7th                            | 4                              | 1                              | 1                              | 2                              | 6                              | 6                              |                   |
| 2002                           | Vicecampioană                  | 2nd                            | 6                              | 4                              | 2                              | 0                              | 6                              | 1                              |                   |
| 2004                           | Sferturi                       | 6th                            | 4                              | 1                              | 2                              | 1                              | 4                              | 2                              |                   |
| 2006                           | Locul 4                        | 4th                            | 6                              | 2                              | 0                              | 4                              | 7                              |                                |                   |
| 2008                           | Faza grupelor                  | 12th                           | 3                              | 0                              | 2                              | 1                              | 4                              | 6                              |                   |
| 2010                           | Nu s-a calificat               | Nu s-a calificat               | Nu s-a calificat               | Nu s-a calificat               | Nu s-a calificat               | Nu s-a calificat               | Nu s-a calificat               | Nu s-a calificat               | Nu s-a calificat  |
| 2012                           | Faza grupelor                  | 13th                           | 3                              | 0                              | 0                              | 3                              | 3                              | 6                              |                   |
| 2013                           | Nu s-a calificat               | Nu s-a calificat               | Nu s-a calificat               | Nu s-a calificat               | Nu s-a calificat               | Nu s-a calificat               | Nu s-a calificat               | Nu s-a calificat               | Nu s-a calificat  |
| 2015                           | Faza grupelor                  | 9th                            | 3                              | 1                              | 1                              | 1                              | 3                              | 4                              |                   |
| 2017                           | Sferturi                       | 5th                            | 4                              | 2                              | 2                              | 0                              | 6                              | 2                              |                   |
| 2019                           | Vicecampioană                  | 2nd                            | 7                              | 5                              | 0                              | 2                              | 8                              | 2                              |                   |
| 2021                           | Campioni                       | 1st                            | 7                              | 4                              | 3                              | 0                              | 9                              | 2                              |                   |
| 2023                           | Va urma                        | Va urma                        | Va urma                        | Va urma                        | Va urma                        | Va urma                        | Va urma                        | Va urma                        | Va urma           |
| 2025                           | Va urma                        | Va urma                        | Va urma                        | Va urma                        | Va urma                        | Va urma                        | Va urma                        | Va urma                        | Va urma           |
| Total                          | 1 Titlu                        | 16/33                          | 67                             | 27                             | 17                             | 23                             | 78                             | 56                             |                   |

## Adversari
| Adversar         | Meciuri | Victorie | Remiză | Înfrângere |                     | Adversar | Meciuri | Victorie | Remiză | Înfrângere |
| ---------------- | ------- | -------- | ------ | ---------- | ------------------- | -------- | ------- | -------- | ------ | ---------- |
| Tunisia          | 6       | 2        | 3      | 1          | Zambia              | 6        | 1       | 2        | 3      |            |
| Algeria          | 5       | 0        | 1      | 4          | Egipt               | 5        | 2       | 1        | 2      |            |
| Nigeria          | 5       | 1        | 0      | 4          | Camerun             | 4        | 1       | 2        | 1      |            |
| Ghana            | 4       | 1        | 1      | 2          | Kenya               | 4        | 3       | 1        | 0      |            |
| Burkina Faso     | 3       | 2        | 1      | 0          | Guineea             | 3        | 2       | 1        | 0      |            |
| Zimbabwe         | 3       | 3        | 0      | 0          | Africa de Sud       | 2        | 0       | 2        | 0      |            |
| Coasta de Fildeș | 2       | 0        | 0      | 2          | Guineea Ecuatorială | 2        | 1       | 0        | 1      |            |
| RD Congo         | 2       | 1        | 0      | 1          | Angola              | 1        | 0       | 0        | 1      |            |
| Benin            | 1       | 1        | 0      | 0          | Capul Verde         | 1        | 1       | 0        | 0      |            |
| Congo            | 1       | 1        | 0      | 0          | Etiopia             | 1        | 1       | 0        | 0      |            |
| Libia            | 1       | 0        | 0      | 1          | Malawi              | 1        | 0       | 1        | 0      |            |
| Mali             | 1       | 0        | 1      | 0          | Mozambic            | 1        | 1       | 0        | 0      |            |
| Tanzania         | 1       | 1        | 0      | 0          | Uganda              | 1        | 1       | 0        | 0      |            |
| 13 echipe        | 35      | 13       | 7      | 15         | 13 echipe           | 32       | 14      | 10       | 8      |            |

## Campionatul Mondial
| Anul        | Runda            | Poziția          | MJ               | V                | E*               | Î                | GM               | GP               |
| ----------- | ---------------- | ---------------- | ---------------- | ---------------- | ---------------- | ---------------- | ---------------- | ---------------- |
| 1930 - 1966 | Nu a intrat      | Nu a intrat      | Nu a intrat      | Nu a intrat      | Nu a intrat      | Nu a intrat      | Nu a intrat      | Nu a intrat      |
| 1970 - 1986 | Nu s-a calificat | Nu s-a calificat | Nu s-a calificat | Nu s-a calificat | Nu s-a calificat | Nu s-a calificat | Nu s-a calificat | Nu s-a calificat |
| 1990        | Nu a intrat      | Nu a intrat      | Nu a intrat      | Nu a intrat      | Nu a intrat      | Nu a intrat      | Nu a intrat      | Nu a intrat      |
| 1994 - 1998 | Nu s-a calificat | Nu s-a calificat | Nu s-a calificat | Nu s-a calificat | Nu s-a calificat | Nu s-a calificat | Nu s-a calificat | Nu s-a calificat |
| 2002        | Sferturi         | 7                | 5                | 2                | 2                | 1                | 7                | 6                |
| 2006 - 2014 | Nu s-a calificat | Nu s-a calificat | Nu s-a calificat | Nu s-a calificat | Nu s-a calificat | Nu s-a calificat | Nu s-a calificat | Nu s-a calificat |
| 2018        | Faza Grupelor    | 17               | 3                | 1                | 1                | 1                | 4                | 4                |
| 2022        | Optimi           |                  | 4                | 2                | 0                | 2                | 5                | 7                |
| Total       | 3/22             | Locul 7          | 12               | 5                | 3                | 4                | 16               | 17               |

## Rezultate
| Parcursul la Campionatul Mondial | Parcursul la Campionatul Mondial | Parcursul la Campionatul Mondial | Parcursul la Campionatul Mondial |
| Anul                             | Runda                            | Scor                             | Rezultat                         |
| -------------------------------- | -------------------------------- | -------------------------------- | -------------------------------- |
| 2002                             | Faza Grupelor                    | Senegal 1 – 0 Franța             | Victorie                         |
| 2002                             | Faza Grupelor                    | Senegal 1 – 1 Danemarca          | Egal                             |
| 2002                             | Faza Grupelor                    | Senegal 3 – 3 Uruguay            | Egal                             |
| 2002                             | Optimi                           | Senegal 2 – 1 Suedia             | Victorie                         |
| 2002                             | Sferturi                         | Senegal 0 – 1 Turcia             | Înfrângere                       |
| 2018                             | Faza Grupelor                    | Senegal 2 – 1 Polonia            | Victorie                         |
| 2018                             | Faza Grupelor                    | Senegal 2 – 2 Japonia            | Egal                             |
| 2018                             | Faza Grupelor                    | Senegal 0 – 1 Columbia           | Înfrângere                       |
| 2022                             | Faza Grupelor                    | Senegal 0 – 2 Țările de Jos      | Înfrângere                       |
| 2022                             | Faza Grupelor                    | Senegal 3 – 1 Qatar              | Victorie                         |
| 2022                             | Faza Grupelor                    | Senegal 2 – 1 Ecuador            | Victorie                         |
| 2022                             | Optimi                           | Senegal 0 – 3 Anglia             | Înfrângere                       |

## Adversari
| Adversar      | Meciuri | Victorie | Remiză | Înfrângere |          | Adversar | Meciuri | Victorie | Remiză | Înfrângere |
| ------------- | ------- | -------- | ------ | ---------- | -------- | -------- | ------- | -------- | ------ | ---------- |
| Anglia        | 1       | 0        | 0      | 1          | Columbia | 1        | 0       | 0        | 1      |            |
| Danemarca     | 1       | 0        | 1      | 0          | Ecuador  | 1        | 1       | 0        | 0      |            |
| Franța        | 1       | 1        | 0      | 0          | Japonia  | 1        | 0       | 1        | 0      |            |
| Polonia       | 1       | 1        | 0      | 0          | Qatar    | 1        | 1       | 0        | 0      |            |
| Suedia        | 1       | 1        | 0      | 0          | Turcia   | 1        | 0       | 0        | 1      |            |
| Țările de Jos | 1       | 0        | 0      | 1          | Uruguay  | 1        | 0       | 1        | 0      |            |
| 6 echipe      | 6       | 3        | 1      | 2          | 6 echipe | 6        | 2       | 2        | 2      |            |

## Lotul actual
Următori jucători au fost chemați pentru Campionatul Mondial de Fotbal 2022.
| Nr. | Poz. | Jucător                      | Data nașterii (vârsta)         | Selecții | Goluri | Club                |
| --- | ---- | ---------------------------- | ------------------------------ | -------- | ------ | ------------------- |
| 1   | P    | Seny Dieng                   | 23 noiembrie 1994 (30 de ani)  | 4        | 0      | Queens Park Rangers |
| 16  | P    | Édouard Mendy                | 1 martie 1992 (33 de ani)      | 25       | 0      | Chelsea             |
| 23  | P    | Alfred Gomis                 | 5 septembrie 1993 (31 de ani)  | 14       | 0      | Rennes              |
|     |      |                              |                                |          |        |                     |
| 2   | F    | Fodé Ballo-Touré             | 3 ianuarie 1997 (28 de ani)    | 14       | 0      | Milan               |
| 3   | F    | Kalidou Koulibaly (căpitan)  | 20 iunie 1991 (33 de ani)      | 64       | 0      | Chelsea             |
| 4   | F    | Pape Abou Cissé              | 14 septembrie 1995 (29 de ani) | 13       | 1      | Olympiacos          |
| 10  | F    | Moussa N'Diaye               | 18 iunie 2000 (24 de ani)      | 0        | 0      | Anderlecht          |
| 12  | F    | Youssouf Sabaly              | 5 martie 1993 (32 de ani)      | 24       | 0      | Real Betis          |
| 13  | F    | Ismail Jakobs                | 17 august 1999 (25 de ani)     | 2        | 0      | Monaco              |
| 14  | F    | Formose Mendy                | 2 ianuarie 2001 (24 de ani)    | 2        | 0      | Amiens              |
| 22  | F    | Abdou Diallo                 | 4 mai 1996 (28 de ani)         | 18       | 2      | RB Leipzig          |
|     |      |                              |                                |          |        |                     |
| 5   | M    | Idrissa Gueye (vice-căpitan) | 26 septembrie 1989 (35 de ani) | 96       | 7      | Everton             |
| 6   | M    | Nampalys Mendy               | 23 iunie 1992 (32 de ani)      | 18       | 0      | Leicester City      |
| 8   | M    | Cheikhou Kouyaté             | 21 decembrie 1989 (35 de ani)  | 83       | 4      | Nottingham Forest   |
| 11  | M    | Pathé Ciss                   | 16 martie 1994 (31 de ani)     | 1        | 0      | Rayo Vallecano      |
| 15  | M    | Krépin Diatta                | 25 februarie 1999 (26 de ani)  | 26       | 2      | Monaco              |
| 17  | M    | Pape Matar Sarr              | 14 septembrie 2002 (22 de ani) | 10       | 0      | Tottenham Hotspur   |
| 24  | M    | Moustapha Name               | 5 mai 1995 (29 de ani)         | 6        | 0      | Pafos               |
| 25  | M    | Mamadou Loum                 | 30 decembrie 1996 (28 de ani)  | 3        | 0      | Reading             |
| 26  | M    | Pape Gueye                   | 24 ianuarie 1999 (26 de ani)   | 12       | 0      | Marseille           |
|     |      |                              |                                |          |        |                     |
| 7   | A    | Nicolas Jackson              | 20 iunie 2001 (23 de ani)      | 0        | 0      | Villarreal          |
| 9   | A    | Iliman Ndiaye                | 6 martie 2000 (25 de ani)      | 2        | 0      | Sheffield United    |
| 18  | A    | Ismaïla Sarr                 | 25 februarie 1998 (27 de ani)  | 48       | 10     | Watford             |
| 19  | A    | Famara Diédhiou              | 15 decembrie 1992 (32 de ani)  | 25       | 10     | Alanyaspor          |
| 20  | A    | Bamba Dieng                  | 23 martie 2000 (25 de ani)     | 13       | 1      | Marseille           |
| 21  | A    | Boulaye Dia                  | 16 noiembrie 1996 (28 de ani)  | 19       | 3      | Salernitana         |

### Convocări recente
Următorii jucători au fost convocați pentru Senegal în ultimele 12 luni.
| Poz. | Jucător             | Data nașterii (vârsta)         | Selecții | Goluri | Club              | Ultima convocare                 |
| ---- | ------------------- | ------------------------------ | -------- | ------ | ----------------- | -------------------------------- |
| P    | Alioune Badara Faty | 9 ianuarie 2022 (3 ani)        | 0        | 0      | Casa Sports       | v. Iran, 27 September 2022       |
| P    | Bingourou Kamara    | 21 octombrie 1996 (28 de ani)  | 2        | 0      | Montpellier       | v. Iran, 27 September 2022       |
| P    | Mory Diaw           | 22 iunie 1993 (31 de ani)      | 0        | 0      | Clermont          | v. Iran, 27 September 2022       |
|      |                     |                                |          |        |                   |                                  |
| F    | Abdoulaye Seck      | 4 iunie 1992 (32 de ani)       | 5        | 0      | Maccabi Haifa     | v. Iran, 27 September 2022       |
| F    | Bouna Sarr          | 31 ianuarie 1992 (33 de ani)   | 13       | 0      | Bayern Munich     | v. Iran, 27 September 2022       |
| F    | Saliou Ciss         | 15 septembrie 1989 (35 de ani) | 37       | 0      | Free agent        | v. Iran, 27 September 2022       |
| F    | Moussa Niakhaté     | 8 martie 1996 (29 de ani)      | 0        | 0      | Nottingham Forest | v. Iran, 27 September 2022       |
| F    | Noah Fadiga         | 3 decembrie 1999 (25 de ani)   | 0        | 0      | Brest             | v. Bolivia, 24 September 2022INJ |
| F    | Alpha Diounkou      | 10 octombrie 2001 (23 de ani)  | 0        | 0      | Barcelona B       | v. Rwanda, 7 June 2022           |
| F    | Ibrahima Mbaye      | 19 noiembrie 1994 (30 de ani)  | 8        | 0      | CFR Cluj          | 2021 Africa Cup of Nations       |
|      |                     |                                |          |        |                   |                                  |
| M    | Boubakary Soumaré   | 27 februarie 1999 (26 de ani)  | 0        | 0      | Leicester City    | Training camp, February 2022     |
| M    | Joseph Lopy         | 15 martie 1992 (33 de ani)     | 7        | 0      | Sochaux           | 2021 Africa Cup of NationsINJ    |
|      |                     |                                |          |        |                   |                                  |
| A    | Sadio Mané          | 10 aprilie 1992 (32 de ani)    | 93       | 34     | Bayern Munich     | 2022 FIFA World CupINJ           |
| A    | Habib Diallo        | 18 iunie 1995 (29 de ani)      | 14       | 2      | Strasbourg        | v. Iran, 27 September 2022       |
| A    | Keita Baldé         | 8 martie 1995 (30 de ani)      | 40       | 6      | Spartak Moscow    | v. Iran, 27 September 2022       |
| A    | Mame Thiam          | 9 octombrie 1992 (32 de ani)   | 4        | 0      | Kayserispor       | v. Iran, 27 September 2022       |
| A    | Demba Seck          | 10 februarie 2001 (24 de ani)  | 1        | 0      | Torino            | v. Iran, 27 September 2022       |

## Antrenori
- 1999-00 – Peter Schnittger
- 2000–02 – Bruno Metsu
- 2002–05 – Guy Stéphan
- 2005–06 – Abdoulaye Sarr
- 2006–08 – Henryk Kasperczak
- 2008–09 – Lamine Ndiaye
- 2009–prezent – Amara Traoré